# Donat Rrudhani
Donat Rrudhani (* 2. Mai 1999 in Kamenica) ist ein kosovarischer Fußballspieler auf der Position eines Mittelfeldspielers, der in der Super League beim BSC Young Boys unter Vertrag steht.

## Karriere

### Verein
Rrudhani begann seine Karriere in seiner kosovarischen Heimat. Im Alter von zwölf Jahren zog seine Familie nach Frankreich, wo er sich dem Nachwuchs von CO Langres anschloss. Bald schaffte er den Sprung in die Akademie des Ligue-2-Vereins ES Troyes AC. Nach einem erneuten Wohnortswechsel, diesmal ins Elsass, wechselte er in den Nachwuchs des FC Brunstatt. Im Sommer 2017 wurde er vom Schweizer Fünftligisten AS Timau Basel (2. Liga interregional) unter Vertrag genommen. Nach einer Saison zog er weiter zum höherklassigen FC Black Stars Basel (1. Liga), wo er mit 15 Saisontoren einen gewichtigen Anteil am Aufstieg in die Promotion League hatte. Kurz nach dem Aufstieg absolvierte er ein Probetraining beim FC Aarau, wo er schließlich im August 2019 mit einem Vierjahresvertrag (bis 2023) ausgestattet wurde. Am 18. August 2019 feierte er sein Debüt im FCA-Trikot bei einem Cup-Spiel in Cham. Knapp zwei Monate später, am 5. Oktober 2019, konnte er seinen ersten Torerfolg bejubeln, als er beim 3:2-Sieg gegen den SC Kriens traf.
Im Sommer 2022 wechselte er zum BSC Young Boys, bei dem er einen bis zum Sommer 2026 laufenden Vierjahresvertrag unterschrieb. Zu seinem ersten Einsatz kam er am 24. Juli 2022 beim 3:0-Sieg gegen Sion, als er in der 76. Minute für Christian Fassnacht eingewechselt wurde. 2023 wurde er mit den Young Boys Schweizer Meister und Cupsieger. Im Februar 2024 verlieh ihn der Verein bis zum Saisonende an den Ligakonkurrenten FC Lausanne-Sport. Nach Ablauf der Leihe kehrte Rrudhani zunächst nach Bern zurück und bestritt dort zu Beginn der folgenden Spielzeit 2024/25 noch ein weiteres Ligaspiel, ehe er Ende Juli für den Rest der Saison mit anschließender Kaufoption an den Ligakonkurrenten FC Luzern ausgeliehen wurde.

### Nationalmannschaft
Rrudhani wurde im November 2019 im Rahmen des EM-Qualifikationsspiels gegen Österreich erstmals für die kosovarische U-21-Nationalmannschaft aufgeboten, ohne jedoch zu einem Einsatz zu kommen. Sein Debüt in der kosovarischen A-Nationalmannschaft unter Nationaltrainer Bernard Challandes hatte er am 8. Juni 2021 bei der 1:2-Niederlage im Freundschaftsspiel gegen Guinea, bei dem er in der Startformation stand und in der 85. Minute ausgewechselt wurde. Am 11. Juni 2021 folgte beim 1:0-Sieg im Freundschaftsspiel gegen Gambia, bei dem er durchspielte, sein zweiter Einsatz in der Nationalmannschaft.